# Fernando Mendes (ator)
Fernando Jorge Alves Mendes (Lisboa, 9 de março de 1963) é um ator, comediante e apresentador de televisão português. Atualmente apresenta o programa O Preço Certo, da RTP1, sendo o rosto mais bem pago da emissora pública.

## Biografia
Filho do ator comediante Vítor Mendes, Fernando Mendes seguiu a veia artística do pai e cedo, aos dezassete anos, após o sucesso de estreia na revista “Reviravolta”, com Eugénio Salvador e Florbela Queiroz, no teatro ABC, decidiu que seria ator. Estreou-se em televisão em 1984 e, na RTP, o seu talento para a comédia foi consagrado a nível nacional, salientando-se a sua participação nas sitcoms Nico d’Obra, com Nicolau Breyner, e Nós os Ricos, com Rosa do Canto. Hoje o comediante dispensa apresentações, sendo seguro afirmar que não há um português que não saiba quem é o “gordo” apresentador d'O Preço Certo (RTP1), líder de audiências no canal público no seu horário de emissão (19h-20h), imensamente acarinhado pelo público. Mendes apresenta O Preço Certo desde 29 de setembro de 2003.

## Reconhecimento
Em 2022, recebeu da Câmara Municipal de Lisboa a Medalha Municipal de Mérito Cultura, no aniversário do 100.º aniversário do Parque Mayer.
A 5 de março de 2025, foi agraciado com o grau de Comendador da Ordem do Mérito.

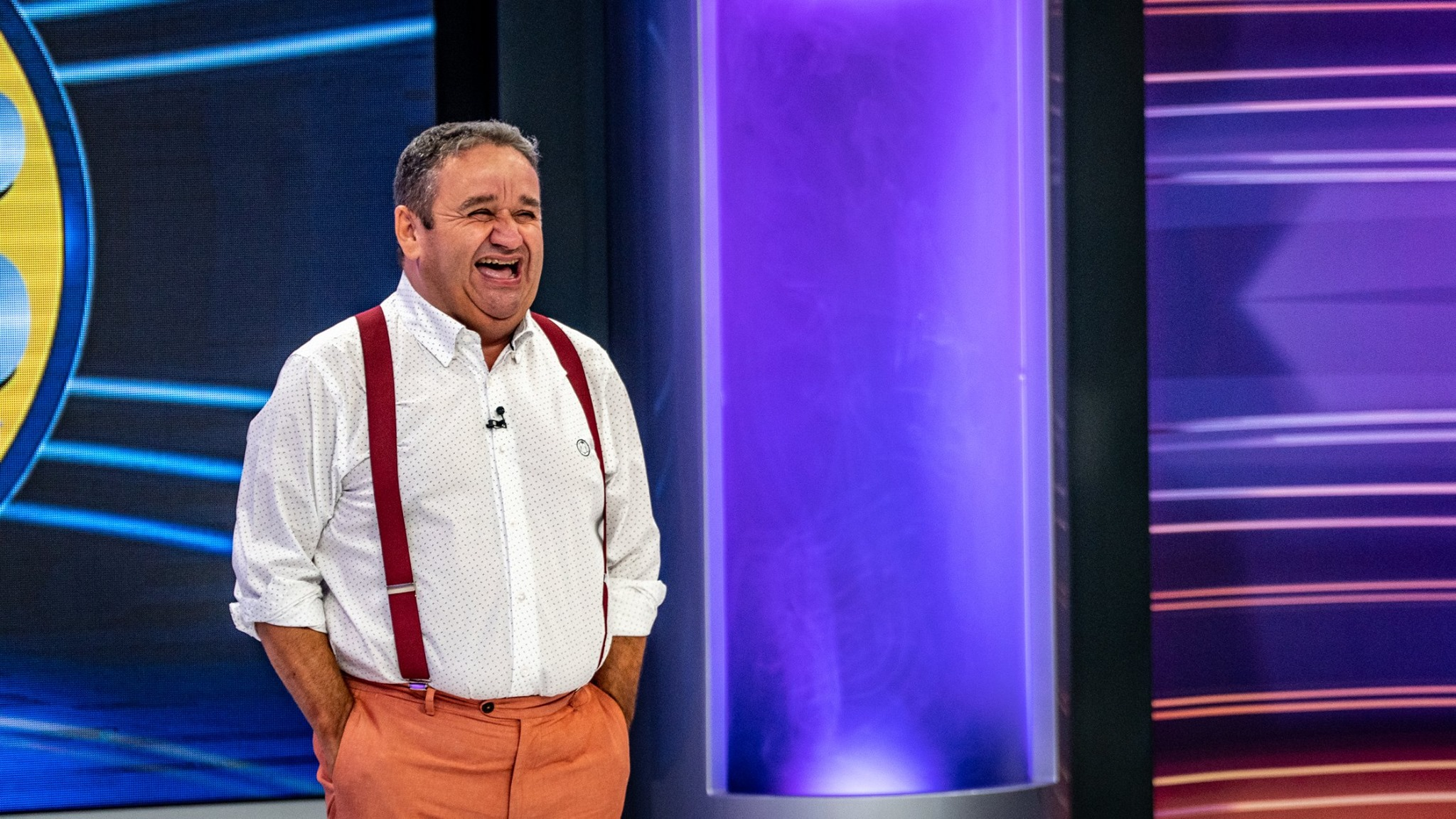
Fernando Mendes no concurso da RTP O Preço Certo.

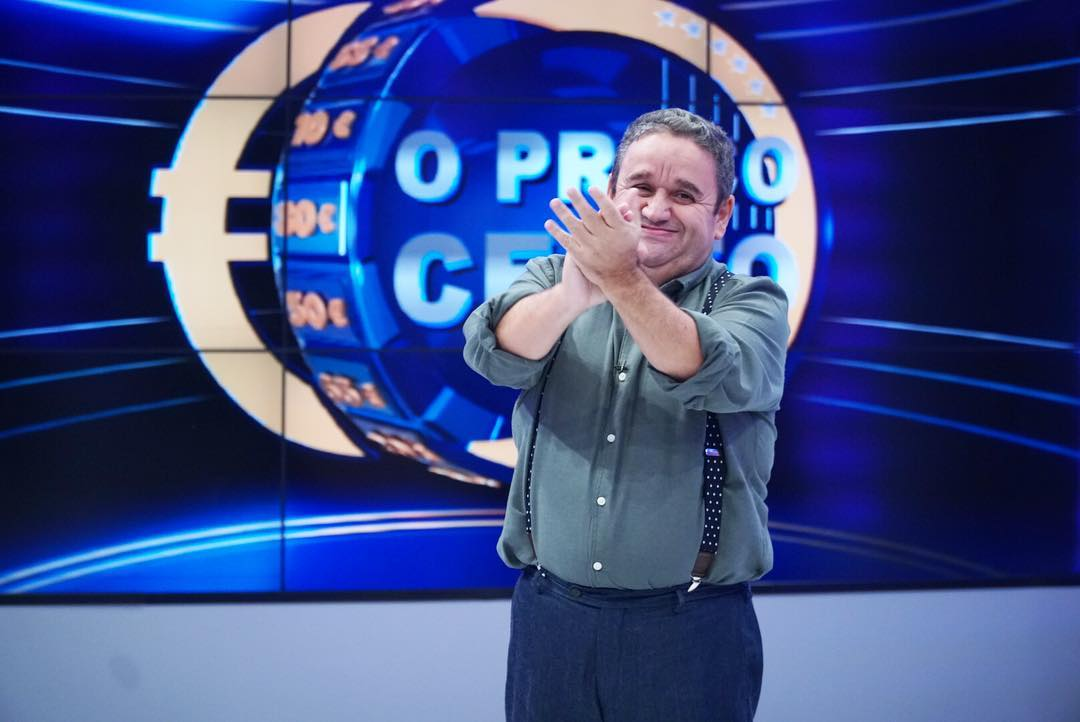
Fernando Mendes no concurso da RTP O Preço Certo.

## Controvérsia acerca do seu salário na RTP
Em 2018 — na sequência de Fernando Mendes ter supostamente recusado uma proposta da TVI para se mudar para aquele canal —, a Comissão de Trabalhadores da RTP criticou a administração da empresa pública por esta última ter, alegadamente, negociado um salário de 20 mil euros para manter o apresentador Fernando Mendes na RTP, ao mesmo tempo que "os trabalhadores da empresa [continuavam] numa situação precária". A RTP desmentiu que tivesse havido uma negociação com Fernando Mendes, afirmando que a fonte do comunicado da Comissão de Trabalhadores teria tido origem numa notícia falsa e que Mendes não auferiria 20 mil euros mensais, mas também não revelando o verdadeiro valor do salário do apresentador, citando cláusulas de confidencialidade.
Em 2019, Fernando Mendes confirmou que já tinha sido convidado para se mudar para a TVI cerca de cinco vezes. Em 2021, o entertainer afirmou que não se vê em mais nenhuma estação que não a RTP.

## Televisão
- 1983 - O Foguete
- 1986 - Palavras Cruzadas
- 1987 - Lá em Casa Tudo Bem
- 1988 - Passerelle
- 1988 - Clubíssimo
- 1988 - Toma Lá Revista
- 1989 - Canto Alegre
- 1989 - Crime à Portuguesa
- 1989 - Duarte e Companhia
- 1989 - Pisca Pisca
- 1990 - Euronico
- 1990 - Nem o Pai Morre Nem a Gente Almoça
- 1990 - Grande Noite
- 1992 - Aqui D’El Rei!
- 1992 - Cinzas
- 1993 - Verão Quente
- 1993 - Nico D'Obra
- 1994 - Cabaret
- 1994 - Na Paz dos Anjos
- 1994 - 1,2,3
- 1996 - Os Imparáveis
- 1996 - Docas
- 1996 - Nós os Ricos
- 1997 - As Lições do Tonecas
- 1998 - Docas 2
- 2000 - Milionários à Força
- 2001 - Fábrica de Anedotas
- 2001 - Sábado à Noite (participação especial)
- 2002 - A Minha Sogra é uma Bruxa
- 2002 - Bons Vizinhos
- 2002 - O Preço Certo em Euros (apresentação)
- 2003 - presente - O Preço Certo (apresentação)
- 2006 - Em Família com Fernando Mendes (apresentação)
- 2007 - No Tal Hospital
- 2010 - Gala das Galas
- 2011 - Gala de Final de Ano
- 2011 - Velhos Amigos
- 2011 - Os Compadres (1ª temporada)
- 2013 - Os Compadres (2ª temporada)
- 2019 - Desliga a Televisão

## Teatro
- 2004 - "In Love"[7]
- 2004 - "Kiss Kiss"[8]
- 2006 - "O Peso Certo"
- 2010 - "Mendes.Come"[9]
- 2013 - "Caixa Forte"
- 2015 - "Noivo por Acaso"
- 2018 - "Insónia"

## Prémios
Troféus de Televisão TV 7 Dias/Impala
| Ano  | Prémio                               | Resultado |
| ---- | ------------------------------------ | --------- |
| 2012 | Entretenimento - Melhor Apresentador | Indicado  |
| 2013 | Entretenimento - Melhor Apresentador | Indicado  |
| 2014 | Entretenimento - Melhor Apresentador | Indicado  |
| 2018 | Entretenimento - Melhor Apresentador | Indicado  |
| 2019 | Entretenimento - Melhor Apresentador | Indicado  |
| 2020 | Entretenimento - Melhor Apresentador | Indicado  |
| 2021 | Entretenimento - Melhor Apresentador | Indicado  |